# Centrale nucleare di Kaliningrad
La centrale nucleare di Kaliningrad (in russo Калининградская АЭС), conosciuta anche come centrale nucleare del Baltico (in russo Балтийская АЭС), è una centrale nucleare russa situata presso la città di Neman nell'oblast di Kaliningrad. L'impianto è composto da 2 reattori di tipologia VVER1200 per circa 2200MW complessivi (uno in costruzione ed uno programmato). I reattori sono costruiti per sopperire alla mancanza di energia elettrica dovuta alla chiusura della centrale di Ignalina e per l'esportazione di corrente.
Questo impianto avrà la particolarità di essere il primo impianto costruito in Russia in cui potranno partecipare anche investitori stranieri (fino al 49% del capitale), saranno installate apparecchiature non russe, ed è anche un impianto previsto per funzionare soprattutto per l'esportazione, primariamente Polonia e Paesi Baltici, ma anche verso la Germania.